# Generální štáb Ozbrojených sil Slovenské republiky

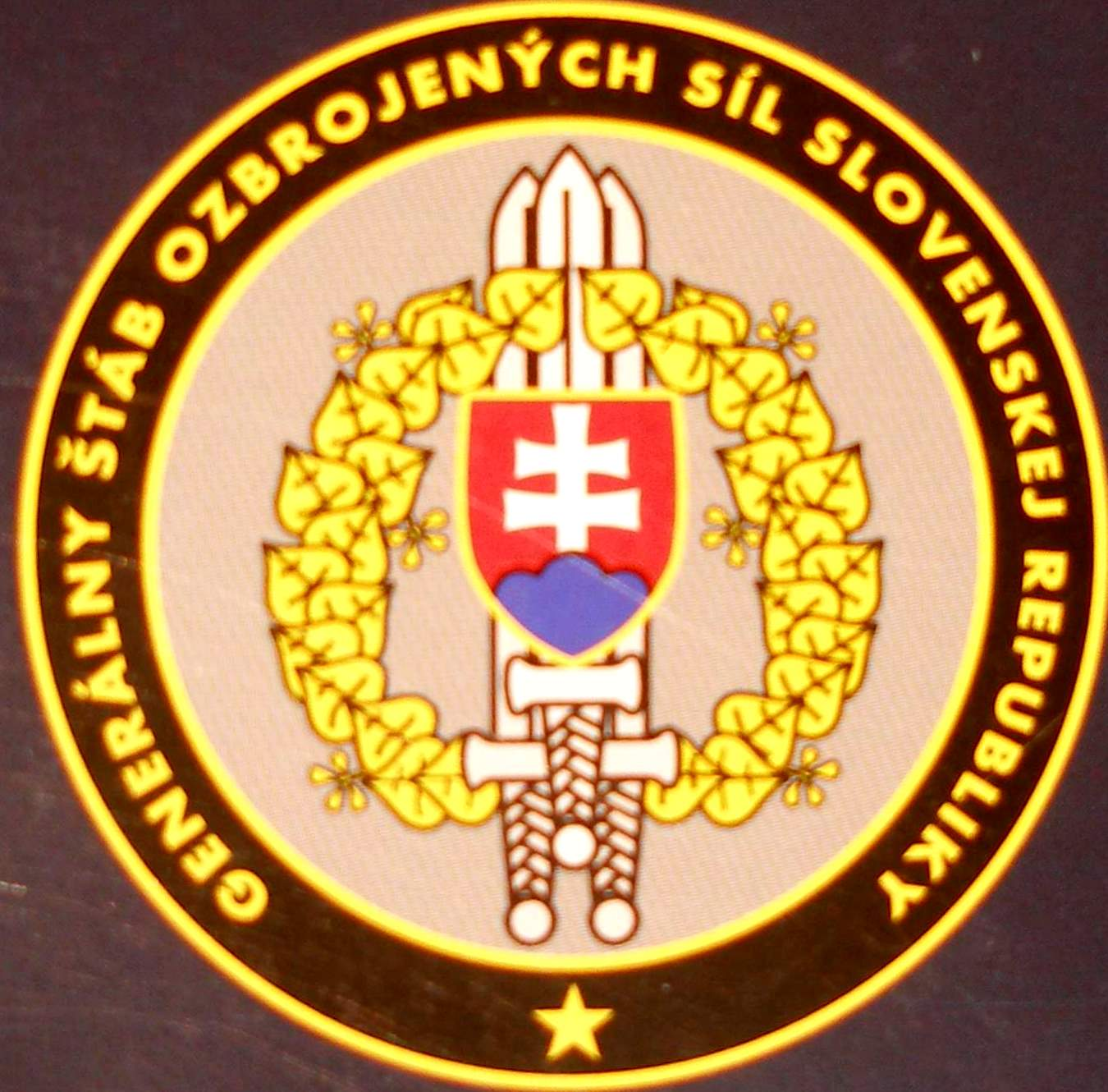
Znak Generálního štábu ozbrojených sil Slovenské republiky

Generální štáb Ozbrojených sil Slovenské republiky je organizační částí Ministerstva obrany Slovenské republiky a zabezpečuje velení Ozbrojeným silám SR. Generální štáb Ozbrojených sil SR sídlí v Bratislavě a v jeho čele stojí náčelník generálního štábu, který velí ozbrojeným silám. Náčelníka GŠ jmenuje a odvolává na návrh vlády prezident Slovenské republiky. Je podřízen ministru obrany, jemuž zodpovídá za výkon své funkce. Náčelníkem GŠ je od 6. května 2014 generál Ing. Milan Maxim. Předchozím náčelníkem byl od 15. prosince 2011 generálmajor Ing. Peter Vojtek.
Pro zabezpečení jednotného velení ozbrojeným silám v době války a válečného stavu se vytváří hlavní místo velení ozbrojených sil. Vytváří ho generální štáb doplněný o profesionální vojáky z velitelství pozemních sil, velitelství vzdušných sil a velitelství sil výcviku a podpory.
Bývalý náčelník GŠ generál Ľubomír Bulík zavedl v roce 2005 tradici tzv. anglických pátků. Brífingy GŠ se tak uskutečňují v jednom z oficiálních jazyků NATO. Nástupce gen. Bulíka, generálmajor Peter Vojtek, to označil za způsob, jak si udržovat vysokou úroveň znalosti jednoho z jednacích jazyků aliance.

## Seznam náčelníků Generálního štábu
- generálplukovník Ing, Jozef Tuchyňa – jmenován 1. 9. 1994
- generálmajor Ing. Marián Mikluš – jmenován 19. 8. 1998
- generál Ing. Milan Cerovský – jmenován 4. 12. 1998
- generál Ing. Milan Cerovský – jmenován 12. 12. 2002 prezidentem Rudolfem Schusterem.[5]
- generál Ing. Ľubomír Bulík, CSc. – jmenován 20. 12. 2004 prezidentem Ivanem Gašparovičem[6]
- generálporučík Ing. Peter Vojtek – jmenován 15. 12. 2011 prezidentem Ivanem Gašparovičem[7][8]
- generál Ing. Milan Maxim – jmenován 6. 5. 2014 prezidentem Ivanem Gašparovičem[2]

## Přímo podřízené jednotky a útvary
Generálnímu štábu je přímo podřízeno několik jednotek a útvarů:
- 5. pluk speciálního určení (Žilina)[9]
- Základna stacionárních komunikačních a informačních systémů Ozbrojených sil Slovenské republiky (Trenčín)[10]

## Právní úprava
- Zákon č. 321/2002 Z.z., o ozbrojených silách Slovenskej republiky